# Halesø
Halesø eller Hale Sø er en lille lavvandet sø i Midtjylland på ca. 12 hektar, der ligger nord for landevejen mellem Roum og Fristrup i Viborg Kommune, ca. 5 km øst for Møldrup og 3 km nordvest for Klejtrup.

## Eksterne kilder og henvisninger
- Danmarks Søer, Søerne i Nordjyllands og Viborg Amter, af Thorkild Høy m.fl. ISBN 87-7717-200-0

56°36′37.23″N 9°35′4.34″Ø / 56.6103417°N 9.5845389°Ø